# Sipka László
Sipka László (Veszprém, 1940. január 10. – Győr, 2001. május 1.) magyar színművész, a Győri Nemzeti Színház örökös tagja.

## Életpályája
1940-ben született Veszprémben. 1972-ben az Állami Déryné Színházban kezdte pályafutását. 1974-től a Békés Megyei Jókai Színház tagja volt. 1977-től haláláig a Győri Nemzeti Színház színésze volt. A Svejk című darab végén a főszereplő meghalt, és felment a Mennyországba. A győri előadásban a derék katonát játszó Sipka Lászlót hintán ülve a színpad fölé emelték. Az országszerte ismert komikus színész egy ilyen estét követően halt meg. Győrben a Nádorvárosi temetőben helyezték végső nyugalomra (UK parcella, XLIV/f, 02).

## Főbb színházi szerepei
- Stüsszi (Bertolt Brecht: Kurázsi mama)
- Nemes Keszeg András (William Shakespeare: Vízkereszt, vagy amit akartok)
- Voltore (Benjamin Jonson: Volpone)
- Bubnov (Makszim Gorkij: Éjjeli menedékhely)
- Puck (William Shakespeare: Szentivánéji álom)
- Frosch (Johann Strauss: A denevér)
- Puzsér (Molnár Ferenc: Doktor úr)
- Leprás Mátyás (Bertolt Brecht – Kurt Weill: Koldusopera)
- Mixi gróf (Szirmai Albert – Bakonyi Károly: Mágnás Miska)
- Makáts Csaba (Zágon István – Nóti Károly – Eisemann Mihály: Hyppolit, a lakáj)
- Dzsepetto (Carlo Collodi: Pinokkió)
- Miska (Kálmán Imre: Csárdáskirálynő)
- Bányai Márton (Franz von Schönthan: A szabin nők elrablása)
- Cheswick (Ken Kesey: Kakukkfészek)
- Lajos bácsi (Móricz Zsigmond: Nem élhetek muzsikaszó nélkül)
- Kányai fogadós (Szigligeti Ede: Liliomfi)
- Švejk (Jaroslav Hašek: Švejk, egy derék katona)

## Filmes és televíziós szerepei
- Hamlet (1982, tévéfilm)
- Meddőhányó (1987, tévéfilm)
- Szókimondó asszonyság (1987, tévéfilm)
- A legényanya (1989) – Béla
- Anyegin (1990, tévéfilm)
- Hamis a baba (1991) – Férfi a kaszinónál
- Öregberény II. (1994, tévésorozat)
- A három testőr Afrikában (1996) – Baluz
- Komédiások (2000, tévésorozat) – Mártonffy Gábor „Márti”

## Díjai és kitüntetései
- Szent István-díj (1996)[1]
- A Győri Nemzeti Színház örökös tagja[4]